# Campa de la Blanca

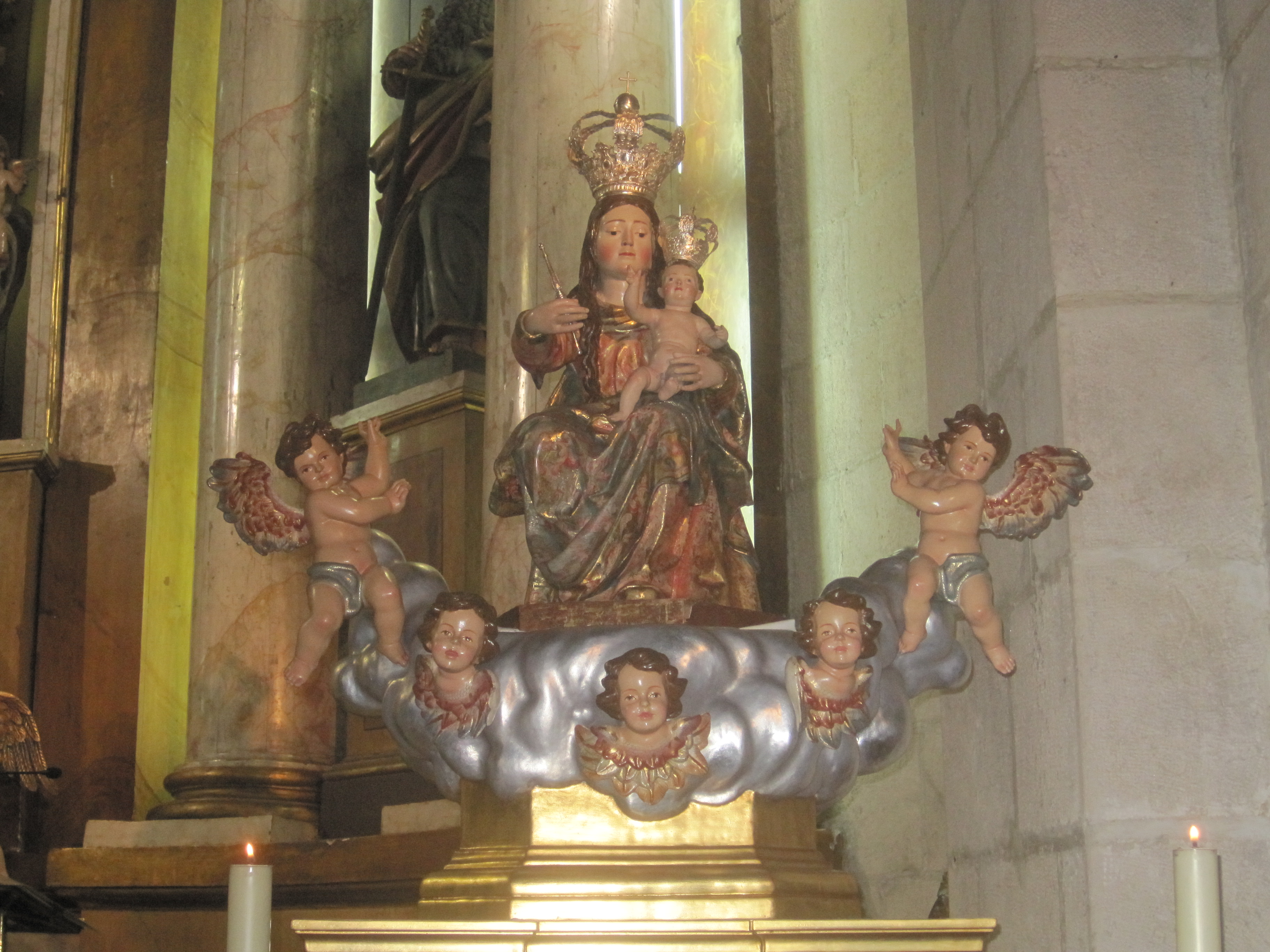
Imagen de Santa María la Blanca, en la iglesia de San Pedro de la Fuente. Se lleva en procesión el primer domingo de mayo a la Campa de la Blanca

La Campa de la Blanca, Campa de la Virgen Blanca o Campa de la iglesia de la Virgen Blanca es una zona verde y de ocio situada al oeste del castillo de la ciudad española de Burgos. 
Situada dentro del parque del Castillo, pertenece al cinturón verde de Burgos.

## Historia

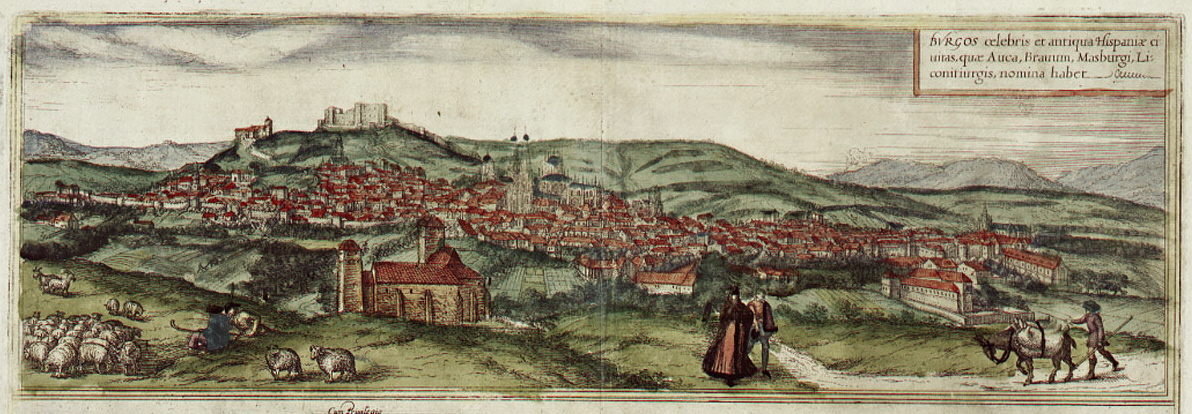
Burgos en el, 1572, edición de 1593. Frente al Castillo de Burgos, la iglesia de Santa María la Blanca, levantada en la actual Campa de la Blanca

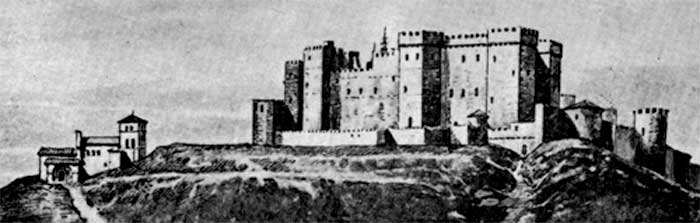
Castillo de Burgos frente a la Iglesia de Santa María la Blanca. Grabado

En la actual campa o explanada que se encuentra frente a la puerta principal del castillo se levantó en la Edad Media la Iglesia de Santa María la Blanca. 
La iglesia permaneció activa hasta la Guerra de la Independencia (1808-1813). La voladura del castillo (1813) arrastró consigo al templo, quedando después agregados sus restos arquitectónicos y gran parte de sus bienes muebles a la parroquia de San Pedro de la Fuente que se reconstruyó en estos años y en donde aún pueden contemplarse. Excavaciones arqueológicas recientes han permitido reconocer la planta románica de la iglesia y extraer materiales artísticos y de guerra que se exponen en el pabellón arqueológico del castillo.
La tradición sostiene que la primitiva imagen de Santa María la Blanca fue encontrada en el cerro por una hija del fundador de Burgos, Diego Porcelos. En ese lugar, el conde ordenó construir una iglesia para la que a partir de entonces sería la patrona de la ciudad (la patrona de la catedral y de la diócesis es Santa María la Mayor, por lo que también es considerada patrona de Burgos).
Algunos estudiosos, como el hebraísta Francisco Cantera Burgos, opinan que esta iglesia se construyó sobre el solar que antes ocupó una sinagoga. Por otra parte, en el grabado de Joris Hoefnagel sobre la ciudad de Burgos en Civitates orbis terrarum (1572), se observa que la iglesia de Santa María la Blanca cuenta con dos edificaciones diferenciadas, una al este y otra al oeste, lo que podría aportar matizaciones a la teoría anterior. En cualquier caso, la judería burgalesa estuvo colindante con la iglesia de Santa María la Blanca.
Al encontrarse junto a la fortaleza de la ciudad de Burgos, durante la Guerra de Sucesión Castellana la iglesia de Santa María la Blanca fue atacada por Fernando de Aragón para facilitar la rendición del castillo, que estuvo cercado desde agosto de 1474 hasta enero de 1476.
Durante la Guerra de la Independencia y al retirarse los franceses de la ciudad en junio de 1813, el castillo fue testigo de los últimos preparativos que el contingente realizó antes de su marcha definitiva. Allí trabajaron para hacer desaparecer cualquier material, bélico o documental, que pudiera serle útil al enemigo; el procedimiento elegido fue volar la fortaleza. La hicieron saltar por los aires sin dar tiempo a la evacuación de los últimos soldados, por lo que más de doscientos militares franceses murieron en la explosión, que estremeció a toda la población.
La iglesia de Santa María la Blanca quedó destruida; se perdieron buena parte de las vidrieras de la catedral y se produjeron daños en el antepecho de la torre del crucero; así como en la iglesia de San Esteban. 
Los objetos que se salvaron de la destrucción del templo, pasaron a la actual parroquia de San Pedro de la Fuente; concretamente, una imagen de Santa Bárbara.

## Usos
Al comienzo de la campa se encuentran una zona de juegos infantiles, una fuente ornamental y un lugar de restauración.
El uso colectivo más destacado de la campa es la romería de la Virgen Blanca, que se lleva a cabo el último domingo de mayo desde la iglesia de San Pedro de la Fuente, llevando la imagen de la Virgen hasta la Campa de la Blanca, antiguo emplazamiento de la iglesia de Santa María la Blanca frente al castillo.